# カタログロット
カタログロットとは、工業製品などにおいて、見本となる製品（群）である。電子部品などでは見本ロット、サンプルロットとも呼ばれる。

## 概要
カタログロットないし見本ロットやサンプルロットは、本格的な大量生産を開始する量産化を行う前に、製品を宣伝する部門、あるいは生産された実物が設計どおりの性能を持っているか評価する部門、あるいは他の企業に対し流通させるための見本となるロット（製造単位）である。
主な目的は、その製品に対しての各種の評価を行うことを目的としており、メーカーへの不具合、親和性、批評などの評価を求めるために使用される。また一般向け製品版と基本的に同等であることから、マスメディアへ新製品の販売に先立って提供され、発売前レビュー記事の参考にも供される。
こういった製品は、実際に製造設備を稼動させて市場に流通させる製品に先行して提供されるが、流通過程は一般向けに販売される製品とは異なるため、カタログロットに固有の価格設定が成される場合もある。また、電子部品やモジュールのような他の機器への組み込みを前提とする部品では、広い範囲に予め流通させ、これを利用したプロトタイプの製造に利用させる場合もある。この場合には、一般の商店などの流通経路に乗せられるが、あらかじめそういう特殊なロットに属していることが明示される。

## 電子部品関係
LSIを含む集積回路製品などに多く見受けられる。半導体製品やモジュール化部品を製造するメーカーが、実際の末端消費者が手にする製品を製造している電気機器メーカーに対して、未発表ないし評価段階の部品を提供し、新製品の製造を促すことを目的としている。
MPUなど高度にパッケージ化された機能を持つ電子部品は、開発に一定の目処が立った時点でコンピュータメーカーに提供され、それを元に新製品が開発される。一般的には、これらにはリビジョンによる管理が成されており、機器メーカーが内部のソフトウェア的な不良を発見した場合、LSIを製造するメーカーにフィードバックされ、製品に反映される。パソコンメーカーの製品発表とCPUメーカーの製品発表が同時に行われるのも、あらかじめこれらの製品がメーカーに提供されているためである。

## ソフトウェア関係
OSの基本部分のみのものや、評価版（一種の体験版）などがある。
OSのような総合的な機能を提供するソフトウェア製品でもカーネルとその周辺に位置する最小構成のAPIなど基本部分のみのものは、デバイスドライバ（ドライバ）などOSに連携してハードウェアとの仲介をするソフトウェア群の作成を促すためのものであり、新しいOSが既存のハードウェアに対処できるよう、ドライバ作成のため、メーカーに出荷するものである。また、アプリケーションソフトウェア開発においても評価版で互換性をチェックするなどの作業が行なわれる。
評価版は先のドライバ類を組み合わせ、コンピュータメーカーで評価するものと、さらにOSの基本セットとして評価版ドライバの提供も合わせて一般ユーザー側で評価するものに分けられる。一般ユーザー向けの公開テスト版は、ベータ版とも呼ばれることがある。前述のアプリケーションソフトウェア開発側で行なわれる互換性のチェックも、このベータ版で行なわれることもあるが、この際に不具合の調査は利用者側にウェイトがあり、そうやって調査された不具合がOS開発側にフィードバックされる。

## ビジュアル系メディア
音楽やビデオ（映画なども）などにおいては、流通の前に各メディアに対し、事前に関係者や評論家に送付される。各メディアにおいては、評価、事前予告などを行うために使用される。
一般のCD、ビデオなどとは異なり、赤いラベルが付いていることが多い。

## 電子機器関係
店頭陳列、販売予告などを目的としている。店頭展示ロットとも呼ばれている。一般のロットと異なるのは、試作機に近い製品であり、部品の精査が未完了である製品でもある。流通過程の事情で、一般に流通することもある。また、コンピュータ関係ではほぼ同レベルの製品がソフトメーカーに提供される。これにより、既存のソフトとの親和性が調査され、ハードウェア内部の問題もハードメーカーにフィードバックされる。